# Union des anarcho-syndicalistes

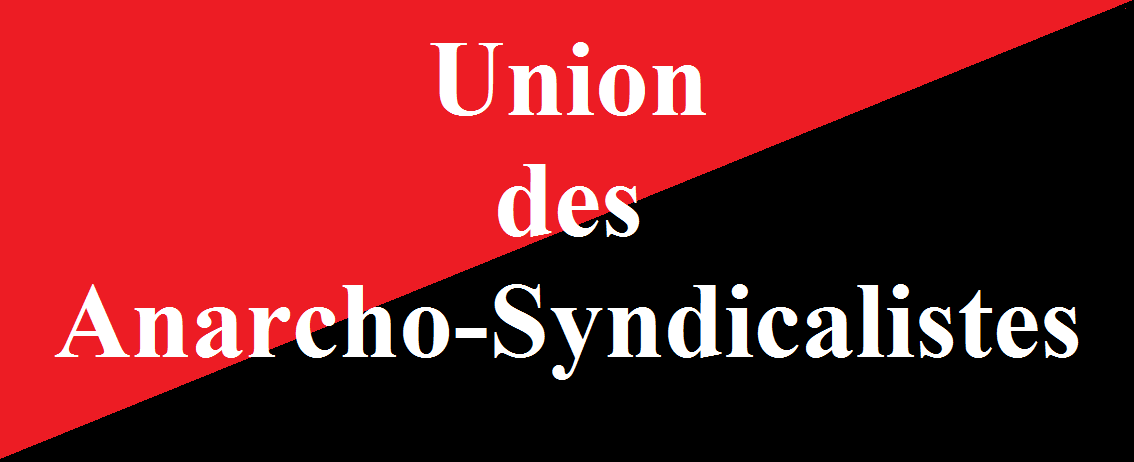
Drapeau de l'Union des anarcho-syndicalistes.

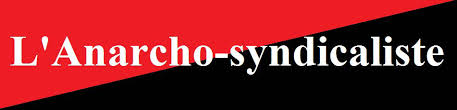
Manchette de L'Anarcho-syndicaliste.

Fondée en 1972, l'Union des anarcho-syndicalistes (UAS) est une union de militants anarchistes et syndicaux en France. L'UAS publie L'Anarcho-syndicaliste.

## Élément historiques
Parmi ses membres, le plus connu est sans doute Alexandre Hébert, ancien secrétaire général de l'union départementale CGT-FO de Loire-Atlantique,,.

## L'Anarcho-syndicaliste
Le groupe Fernand Pelloutier de Nantes publie un journal : L'Anarcho-syndicaliste, qui porte en sous-titre une citation de Fernand Pelloutier « Nous sommes en outre ce qu'ils ne sont pas : des révoltés de toutes les heures, des hommes vraiment sans dieu, sans maître, sans patrie, les ennemis irréconciliables de tout despotisme, moral ou matériel, individuel ou collectif, c'est-à-dire des lois et des dictatures (y compris celle du prolétariat) et les amants passionnés de la culture de soi-même », extraite de la Lettre aux anarchistes
Parmi ses rédacteurs historiques on compte Alexandre Hébert, Serge Mahé, Joaquim Salamero, Marc Prevotel.

### Trotskisme
La CNT-AIT, section en France de l'AIT (une organisation internationale de syndicats et militants anarchosyndicalistes), conteste le caractère sincèrement anarcho-syndicaliste de l'UAS, la considérant au mieux comme une officine des trotskystes lambertistes. Alexandre Hébert, Jo Salamero et André Prévotel ont tous trois été des partenaires étroits des trotskystes à Force Ouvrière ou dans la Libre Pensée. Certaines publications de l'UAS marquent néanmoins une certaine distance vis-à-vis de l'action des trotskystes dans Force Ouvrière. Vincent Présumey, ancien lambertiste et observateur de ces mouvements, évoque un éloignement entre une partie des anarcho-syndicalistes de l'UAS et les lambertistes à partir de 2008.